# Tram en metro van A tot Z
Zie ook: Openbaar vervoer van A tot Z voor artikelen over de meer vervoerkundige kant van metro, tram en bus, alsmede over andere vervoermiddelen in het openbaar vervoer en Spoorwegen van A tot Z voor artikelen over de technische kant van spoorwegen en goederenvervoer per spoor.

## A
- Alicante, tram
- Amsterdam - Zandvoort, tramlijn
- Amsterdamse metro

- Amsterdamse tram
- Amstelveenlijn
- Antwerpse premetro

- Antwerpse tram
- Athene, metro

## B
- bajonetligging
- bandenmetro
- bandentram
- Bangkok, metro
- Bangkok Skytrain
- Barcelona, tram
- Barcelona, Trambaix
- Barcelona, Trambesòs
- België, trams (lijst)

- Berlijn, metro
- Berlijn, tram
- Bern, tram
- bijwagen
- Bilbao, tram
- Birmingham, tram
- Blauwe tram
- Boekarest, metro
- Boedapest, metro

- Bordeaux, tram
- bovenleiding
- bovenleidingspanning (lijst)
- Brabantsche Buurtspoorwegen en Autodiensten
- Brusselse metro
- Brusselse premetro
- Brusselse tram
- Bussum - Huizen, Stoomtramweg Maatschappij

## C
- Caen, bandentram
- Canada, trams (lijst)
- Casablanca, tramway
- Charkov, metro

- Charleroi, métro léger
- Citadis
- Clermont-Ferrand, tram
- Combino

- conducteur
- Connexxion
- cross-platform-overstap
- Croydon tramlink

## D
- Dedemsvaartsche Stoomtramweg-Maatschappij
- derde rail
- Dnjepropetrovsk, metro
- Docklands Light Railway

- Dorfbahn Serfaus
- Trams in Drenthe
- driehoeken
- DSM

- Dublin, tram
- Duitsland, trams (lijst)

## E
- East - West lijn Singapore
- Eerste Groninger Tramway-Maatschappij
- Eerste Nederlandsche Electrische Tram-Maatschappij
- EGTM

- eilandperron
- elektrificatie
- Electrische Museumtramlijn Amsterdam
- Electrische Spoorweg-Maatschappij
- elektrische tram

- Eskişehir, tram
- Eurotram
- EuskoTran

## F
- Flexity Outlook
- Frankrijk, trams (lijst)
- Trams in Friesland

## G
- Gelderse Tram
- Gele Tram
- geleide bus
- gelede tram
- Gelede Tram Lang (GTL)
- Gemeentetram Groningen

- Genève, tram
- Gentse tram
- Gmunden, tram
- Goes - Borsele, stoomtrein
- Gooische Stoomtram
- Göteburg, tram

- GOTHA
- Graz, tram
- Trams in Groningen
- GTG (Groningen)
- GVB (Amsterdam)

## H
- Haags Openbaar Vervoer Museum
- Haagse tram
- Haagse tramtunnel
- Haarlemse tram
- Han, tram

- Helsinki, metro
- Helsinki, tram
- HermeLijn
- Hofpleinlijn
- Hongkong, metro

- Hongkong, tram
- hoogwaardig openbaar vervoer
- Hoorn - Medemblik, museumstoomtram
- HTM Personenvervoer

## I
- IJtram
- interurban

## J
- Jacobsdraaistel
- Japan, trams (lijst)

- Jekaterinenburg, metro
- Joure - Lemmer, tramlijn

## K
- kaapspoor
- Kazan, metro
- keerdriehoek
- keerlus

- Kiev, metro
- Konstal
- Kopenhagen, metro
- kopspoor

- Kryvy Rih, sneltram
- Kusttram

## L
- lagevloertram
- lightrail
- lijnkleurgebruik bij trambedrijven

- Linz, tram
- Lissabon, tram
- Londen, metro

- Londen, tram
- LOWA
- Luas

## M
- Maas-Buurtspoorweg
- Madrid, metro
- Madrid, tram
- magneetrem
- Meppel-Balkbrug, Spoorweg-Maatschappij
- Messina, tram
- metro

- Métro Léger de Charleroi
- Mexico-Stad, metro
- Midland Metro
- Milaan, metro
- Montpellier, tram
- Montréal, metro
- Montreal Tramways Co.

- Moskou, metro
- motortram
- motorwagen
- Mulhouse, tram
- museumtramlijn

## N
- Nagoya, metro
- Nancy, bandentram
- Nantes, tram
- Nederland, trams (lijst)
- Nederlands Openluchtmuseum, tramlijn

- Nederlandsche Tramweg Maatschappij
- New York, metro
- Nizjni Novgorod, metro
- Noord-Zuid-Hollandsche Stoomtramweg-Maatschappij

- Norrköping, tram
- Nottingham Express Transit
- Novosibirsk, metro
- NTM (Friesland)
- NZH

## O
- Oekraïne, trams (lijst)
- Oostelijk Groningen, Stoomtramweg-Maatschappij

- Oostenrijk, trams (lijst)
- Ooster Stoomtram Maatschappij

## P
- paardentram
- pantograaf
- Parijs, metro

- Parijs, tram
- PCC
- Polen, trams (lijst)

- premetro
- Pyongyang, metro
- Porto, tram

## R
- Rabat, tramway
- RandstadRail
- REKO
- RijnGouwelijn
- Rijnlandsche Stoomtramweg-Maatschappij
- Roemenië, trams (lijst)
- Rome, metro

- Rotterdamsche Electrische Tramweg Maatschappij
- RET (Rotterdam)
- Rotterdamse metro
- Rotterdamse Museumtrams
- Rotterdamse tram

- Rotterdamsche Tramweg Maatschappij
- Rouen, tram
- RTM, Stichting voorheen
- Rusland, trams (lijst)

## S
- Saarbahn
- Saint-Étienne, tram
- São Paulo, metro
- Samara, metro
- Schwebebahn, Wuppertal
- semimetro
- Serfaus, Dorfbahn
- Sheffield Supertram

- Sint-Petersburg, metro
- Sjanghai, metro
- sneltram
- Sneltram Utrecht - Nieuwegein/IJsselstein
- Sneltramlijn 51 (Amsterdam/Amstelveen)
- Spaanse methode
- Spoorweg-Maatschappij Zuid-Beveland
- Stadtbahn

- Stockholm, metro
- stoomtram
- Stoomtram 's-Hertogenbosch-Helmond-Veghel-Oss
- Straatsburg, tram
- strengelspoor
- stroomafnemer

## T
- Tasjkent, metro
- Tijdlijn van het stads- en streekvervoer
- Tokio, metro
- Tokio Tama Intercity Monorail
- tram

- Trambaix
- Trambesòs
- Tramlink
- trammaterieel
- trammotorwagen

- TramPlus
- Tramweg-Stichting
- TramWerk, stichting
- tram-train
- Twentsche Electrische Tramweg Maatschappij

## U
- Ultra Low Floor (ULF)
- U-OV

- Utrechtse tram

- Utrechtse sneltram

## V
- VAL
- Valencia, metro
- Valenciennes, tram

- Variobahn
- Variotram
- Véhicule Automatique Léger

- Verenigd Koninkrijk, trams (lijst)
- verkeerslichtbeïnvloeding
- Vrachttram

## W
- Warschau, metro
- Waterlandse tram

- Wenen, metro
- Wenen, tram
- Wiener Lokalbahnen (WLB)

- wissel
- Wuppertaler Schwebebahn

## Y
- Yokohama, metro

## Z
- De Zuider Kogge, Spoorweg-Maatschappij
- Zuider Stoomtramweg-Maatschappij (ZSM)

- Zwevend Geleed Tramrijtuig (ZGT)
- Zwitserland, trams (lijst)

## 0...9
- Metrolijn 50 (Amsterdam)
- Metro/sneltramlijn 51 (Amsterdam)

- Metrolijn 52 (Amsterdam)
- Metrolijn 53 (Amsterdam)

- Metrolijn 54 (Amsterdam)